# Lepanthes athena
Lepanthes athena är en orkidéart som beskrevs av Carlyle August Luer. Lepanthes athena ingår i släktet Lepanthes och familjen orkidéer. Inga underarter finns listade i Catalogue of Life.